# Mermessus tenuipalpis
Mermessus tenuipalpis là một loài nhện trong họ Linyphiidae.
Loài này thuộc chi Mermessus. Mermessus tenuipalpis được James Henry Emerton miêu tả năm 1911.